# Secularización en España
La secularización en España es el proceso de cambio sociorreligioso experimentado en España y en otros contextos durante el periodo de la contemporaneidad. Aunque habitualmente es interpretado como "declive religioso", particularmente de la religión católica en el caso de España, actualmente existe un amplio debate sobre las implicaciones y consecuencias del proceso de secularización, que abarcan fenómenos distintos como el aumento de la no creencia, la pluralización religiosa o la metamorfosis de las creencias a un mismo tiempo.

## Evolución del proceso de secularización en España
El sociólogo Alfonso Pérez-Agote distingue entre tres "oleadas" de secularización para el caso español, que presentan concomitancias con las experiencias de otros países de Europa Occidental. La primera de ellas, que se extendería hasta la victoria del bando franquista en la Guerra Civil (1932-1939), estaría caracterizada por el fenómeno del anticlericalismo, presente en distintos espacios políticos y sociales durante el siglo XIX e inicios del XX. La segunda oleada de secularización, que se intensificaría en la década de los sesenta de la mano del cambio social, económico y -más tardíamente, ya en la década de los setenta- político, tendría como figura paradigmática al "católico no practicante", es decir, un declive de la práctica (pero no necesariamente de la identidad religiosa) que se extendería a amplios sectores de la población. 
| Año  | Católico practicante | Católico no practicante | Otras religiones | Agnóstico, ateo, no creyente |
| ---- | -------------------- | ----------------------- | ---------------- | ---------------------------- |
| 1980 | 54,1                 | 34,4                    | 0,8              | 8,5                          |
| 1985 | 47,1                 | 41,2                    | 0,8              | 9,7                          |
| 1990 | 40,9                 | 47,3                    | 0,9              | 9,8                          |
| 1995 | 32,4                 | 48,8                    | 1,4              | 16                           |
| 2000 | 32                   | 51                      | 1,9              | 13,2                         |
| 2005 | 23,9                 | 54,2                    | 1,7              | 17,4                         |

La tercera y última oleada, que arrancaría a principios del siglo XXI, se evidencia en la progresiva "exculturación" respecto al catolicismo, es decir una pérdida más intensa no solo de la práctica sino de la cultura católica, especialmente en los jóvenes, que sería compatible con el aumento del pluralismo religioso debido al incremento de otras opciones religiosas y espirituales en el contexto español.